# Friedrich Ernst Krukenberg
Friedrich Ernst Krukenberg (ur. 1 kwietnia 1871 w Halle, zm. 20 lutego 1946 tamże) – niemiecki lekarz okulista, znany z opisu przerzutowego raka jajnika, tzw. guza Krukenberga.
Był synem prawnika i najmłodszym z siódemki rodzeństwa. Rodzina Krukenbergów wydała wielu innych lekarzy: dwóch braci Josepha, Georg Heinrich Peter Krukenberg (1855–1899) i Hermann Krukenberg (1863–1935) również zasłużyło się dla medycyny. Hermann był chirurgiem ortopedą, twórcą tzw. metody i ręki Krukenberga (rodzaj protezy), Georg był ginekologiem i pracował w Bonn. Prapradziadkiem braci Krukenbergów był Johann Christian Reil (1759–1813).
Naukę rozpoczął w rodzinnym Halle, następnie przeniósł się do Marburga gdzie uczył się u Theodora Axenfelda. Przez pewien czas pracował w Marburgu u Felixa Jacoba Marchanda, kierującego tamtejszą katedrą patologii. Marchand w 1879 roku opisał przypadek raka jajnika, a Krukenberg dostał sześć innych przypadków do opisania, co stanowiło podstawę jego doktoratu. Po zakończeniu studiów uzyskał specjalizację z okulistyki. Głównego odkrycia dokonał jednak na polu patologii, opisując w 1896 roku fibrosarcoma ovarii mucocellulare carcinomatodes, czyli przerzut do jajnika z raka żołądka, zwany do dziś guzem Krukenberga. Krukenberg wrócił wkrótce do rodzinnego Halle, gdzie prowadził prywatną praktykę; zmarł w 1946 roku w wieku 75 lat.